# ヴァインランド訓練学校
ヴァインランド訓練学校（ヴァインランドくんれんがっこう、Vineland Training School、ヴァインランド・トレーニング・スクール）は、アメリカ、ニュージャージー州ヴァインランド（バインランド）にある非営利団体。知的障害、発達障害のある人々の生活自立を目指した教育を目的とし、障害に関する研究・調査、検査などで多大な役割を果たしてきた。
ヴァインランド訓練学校は、その名称をしばしば変えている。ヴァインランド訓練学校の公式ホームページによれば、最初の正式名称は1888年の「ニュージャージの精神薄弱児のための教育とケアのための家」（The New Jersey Home for the Education and Care of Feebleminded Children）である。その後1893年に「ニュージャージー訓練学校」（The New Jersey Training School）に改称した。1911年には再度、「ヴァインランド訓練学校」（The Training School at Vineland）に改称した。1965年「米国精神研究・訓練学校ユニット研究所」（American Institute for Mental Studies- The Training School Unit、略称:AIMS）を経て、最終的に1988年「ヴァインランド訓練学校」（The Training School at Vineland）に戻った。
この他、文献上では「ヴァインランド発達遅滞・精神薄弱児訓練学校」（Vineland Training School for Backward and Feeble-minded Children）や「ヴァインランド精神薄弱少年少女訓練学校」（Vineland Training School for Feeble-Minded Girls and Boys）等の表記上の用例が散見される。
1906年には校内に心理学研究所が設立された。これは米国で最初の精神発達遅滞研究に関する専門機関である。

## 沿革
1845年ニュージャージー州カンバーランド郡上院議員のスティーヴン・エアーズ・ギャリソン（Stephen Ayres Garrison）が、障害児学校を設立するために資金を確保しようとした。この動きは失敗に終わったものの、その代わりにニュージャージー州議会はペンシルベニア州エルウィンに施設建設のための資金を支出することを決定した。
S.オーリン・ギャリソン（S. Olin Garrison）牧師は、学校設立に当たりスカボロー・マンションと呼ばれる建物と40エーカー（16万平方キロ）の土地をニュージャージー州の慈善家であるB.D.マグザム（B. D. Maxham）から提供された。
1888年3月1日、ヴァインランド訓練学校は正式に55名の生徒で発足した。1892年ギャリソンは小さなバンガローに住んでいた在校生のために「コテージ計画」（cottage plan）をはじめた。
知的障害者のための学校、施設としてはヴァインランド訓練学校は、全米で3番目の設立で、1848年開校のウォルター・E・ファーナルド州立学校（Walter E. Fernald State School）が最初とされる。
1900年ギャリソンが死去し、彼の遺志を受け継いだエドワード・R・ジョンストン（Edward R. Johnstone）教授は、1906年心理学者のヘンリー・H・ゴダードの指導の下、訓練学校に心理学研究所を創設した。ゴダードはアルフレッド・ビネーの知能検査「知能測定尺度（ビネー・シモン法）を英訳し、訓練学校の生徒2000人を対象に標準化を図った。
1912年ゴダードは『カリカック家- 精神薄弱者の遺伝についての研究』を発表する。この本の中でゴダードは精神薄弱と遺伝に関し、人間の精神的特徴のほぼすべての類型は元来遺伝に由来するものであると優生学に立脚する主張を展開した。ゴダードのこの著作と主張は、現在では優生学を含め遺伝研究上の諸問題として批判的に捉えられているが、発表当時は先進的な研究とみなされた。ゴダードはニューヨーク・エリス島の移民を研究対象とし、移民の80パーセントに精神薄弱の傾向があると主張したほか、「モロン」（Moron）の用語を提唱したことでも知られる。
第一次世界大戦では、訓練学校は軍知能検査を開発した。1918年ゴダードは訓練学校を辞し、後任にスタンリー・ポーテウスが就任した。ポーテウスはオーストラリア出身の心理学者で、ポーテウスは、知能と頭部の大きさ、エックス線研究の結合による頭部計測に焦点を置いた。また、メルボルンの知的障害者のための学校長のかたわら、スタンフォード・ビネー知能検査を補完するために作成された能力検査で、初めて広く用いられた非言語性検査であるポーテウス迷路課題（ポーテウス迷路検査）を開発した。ポーテウスが1925年にハワイ大学教授に転任し、後任にエドガー・アーノルド・ドール（ドル）が着任する。
ドルは出生時の脳の損傷、脳波検査技術と適応行動に関する研究を指導した。1935年にヴァインランド社会的成熟尺度（Vineland Social Maturity Scale、VSMS）を作成する。VSMSは第二次世界大戦で米軍に使用された。1945年にドルが離任する頃には訓練学校に対する国際的な評価も高まっていった。 
作家パール・バックは、知的障害を持つ一人娘キャロルをヴァインランド訓練学校に入所させていたが、リーダーズ・ダイジェストとレディース・ホーム・ジャーナルに『母よ嘆くなかれ』（The Child Who Never Grew）を発表し大きな反響を呼んだ。パール・バックは1938年に、小説『大地』でノーベル文学賞を受賞しているが、『大地』にもキャロルから着想を得たと思われる障害を持った少女が登場する。パール・バックは莫大な基金をヴァインランド訓練学校に寄付し、敷地内に、キャロルとその友人たちのためにコテージを建設し、ここでキャロルは73歳で亡くなるまで過ごした。
1970年情緒障害部が設置された。
1981年訓練学校閉鎖を避けるためにエルウィンメディア研究所（The Elwyn Institutes of Media, Pennsylvania）が運営を引き継ぐ。1995年から訓練学校はノーマライゼーション（アメリカではメインストリーム）の考えに沿って、施設に入所していた人々を地域社会のグループホームに移し、1996年に移行を完了した。以後、訓練学校はニュージャージー州南部で発達障害をもつ成人に対して、47のグループホームの運営や日中支援、作業プログラムを運営している。近年は運営母体のエルウィンメディア研究所によりエルウィン・ニュージャージーと呼称される。現在の理事長（executive director、専務理事）は、ジェーン・デトワイラー（Jane Detweiler）である。

## 農業実験
ヴァインランド訓練学校には農場があり、学生が運営に当たっている。訓練学校は創立当初から、しばしば農業分野における品種改良を行っており、1905年にはニュージャージー州立実験ステーションと桃の品種改良を行った。同年にはアメリカ農務省とブドウの品種改良を行っている。
また1916年には「ヴァインランド国際鶏卵生産・飼育コンテスト」（Vineland International Egg Laying and Breeding Contest）を開催した。1917年農務省から委託され10エーカー (40,000 m2)の農場で80種類のブドウについて品種改良の研究を行った。1926年にも農務省の依頼で灌漑の研究を行っている。